# Saulius Stoma
Saulius Stoma (* 29. Juli 1954 in Kaunas) ist ein litauischer Politiker, Schriftsteller und Publizist.

## Biografie
Nach dem Abitur 1972 an der 17. Mittelschule absolvierte er 1977 das Diplomstudium an der Fakultät  für Architektur am Vilniaus inžinerinis statybos institutas. Als Student schrieb er die ersten Novellen; eine davon wurde 1976 in der Wochenschrift „Literatūra ir menas“ publiziert.
Von 1977 bis 1978 arbeitete er als Architekt in Vilnius. 1979 heiratete er und lebte danach in Kaunas; er war dort wissenschaftlicher Mitarbeiter am Forschungsinstitut für Ba und Architektur. Er schrieb die Dissertation in Architekturgeschichte über litauische Gutshöfe.
Ab 1981 lebte er wieder in Vilnius und arbeitete als wissenschaftlicher Redakteur bei Vyriausioji enciklopedijų redakcija.
Ab 1988 war er Korrespondent und dann Abteilungsredakteur bei „Literatūra ir menas“. Er wurde Mitglied von Sąjūdis und ab 1989 Rats- und Vorstandsmitglied von Lietuvos krikščionių demokratų partija.  1990 gründete er mit Arvydas Juozaitis und Saulius Šaltenis die Wochenschrift „Šiaurės Atėnai“ und war Koredakteur. Danach war er bis 1994 Chefredakteur von „Lietuvos aidas“, danach Kolumnist bei „Lietuvos rytas“ und von 1996 bis 1997 der Chefredakteur der Tageszeitung „Lietuvos žinios“. 1997 wurde er mit der Freiheitsstrafe verurteilt und gelang zum Gefängnis. Von 2008 bis 2012 war er Mitglied im Seimas.
Ab 2008 war er Mitglied von Tautos prisikėlimo partija.

## Bibliografie
- Užrašai iš Pasmerktųjų namų, 1996
- Nuostabi negyvėlė, detektyvinis romanas, 1996
- Bestseleris, detektyvinis romanas
- Gyvenimas ant plausto, publicistikos rinktinė, 1997
- Anapus tavęs ir manęs, romanas, Lietuvos rašytojų sąjungos leidykla, 2002